# Observationes de Naucleis Indicis
Observationes de Naucleis Indicis (abreviado Observ. Naucl. Indic.) es un libro con ilustraciones y descripciones botánicas que fue escrito por el botánico neerdlandés Pieter Willem Korthals y publicado en el año 1839.